# 47-ма танкова дивізія (РФ)
47-ма танкова Ченстоховська Червоного прапора ордена Кутузова дивізія (47 ТД, в/ч 54096) — з'єднання танкових військ Збройних сил Російської Федерації. Дивізія перебуває у складі 1-ї танкової армії Західного військового округу РФ.
У 2014—2015 роках підрозділи бригади брали участь у боях війни на сході України: в Іловайську та Дебальцевому.
У 2022 році бригада була переформована на дивізію із збереженням нагород та регалій. Того ж року взяла участь у повномасштабному вторгненні РФ до України.

## Історія
Під час воєнної реформи 2008—2010 років 100-й танковий полк 3-ї мотострілецької дивізії був реорганізований на 6-ту окрему танкову бригаду.
У 2013 році бригада була переозброєна на нову на той час модернізацію танка — Т-72Б3.
Станом на 2014 рік бригада перебувала у складі 20-ї гвардійської загальновійськової армії. 

### Війна на сході України
28 липня 2014 року, за розслідуванням пошуковця Elgri, танки Т-72Б3 6-ї танкової бригади були зафіксовані у процесі розвантаження з трейлерів поряд з селищем Кантемирівка Воронезької області Російської Федерації. На відео, зокрема, присутній танк Т-72Б3 з бортовим номером 632.

#### Іловайськ

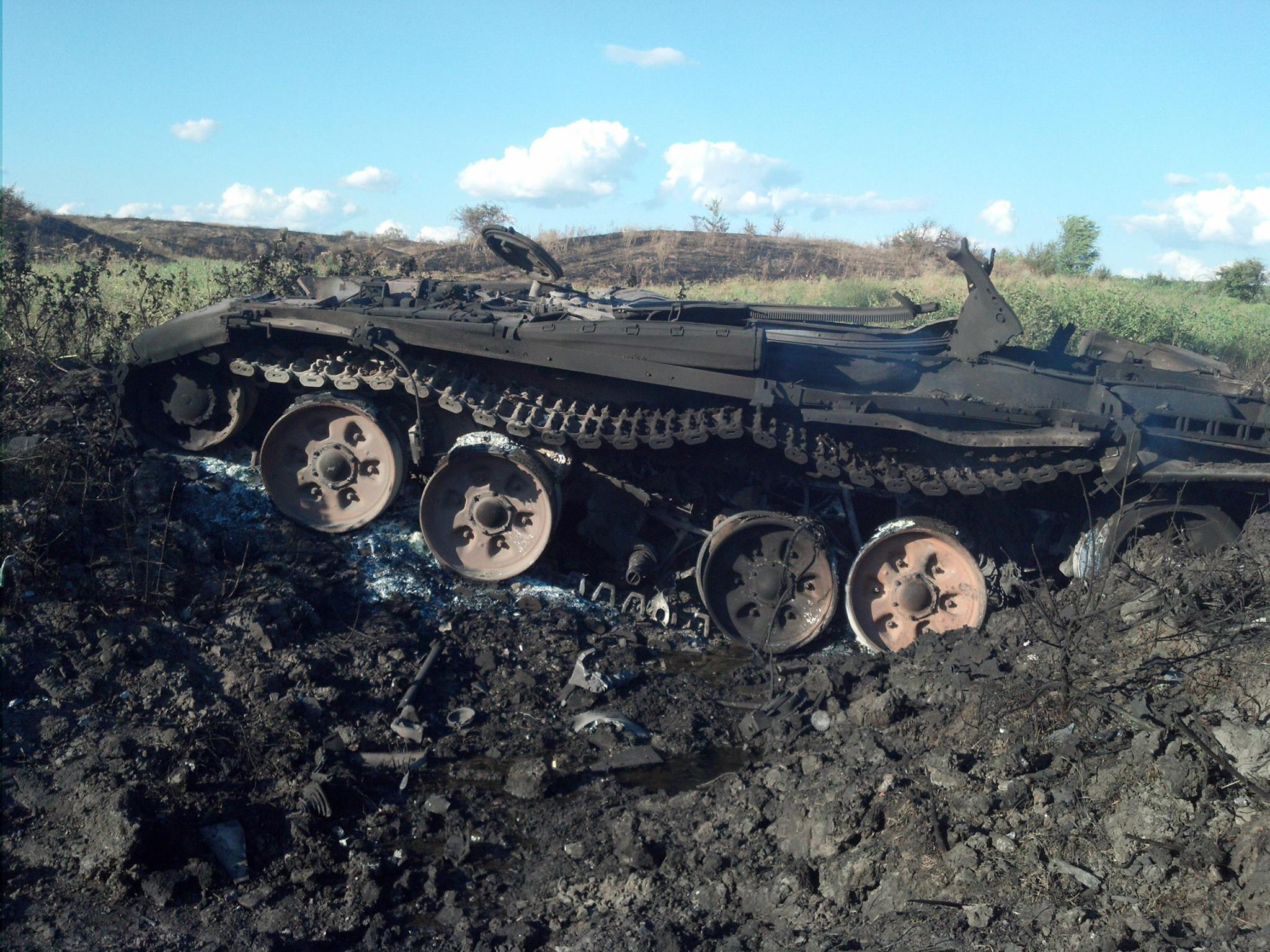
Танк Т-72Б3 6-ї ОТБр знищений 29 серпня 2014р. біля с. Червоносільське Донецької обл. (Україна)

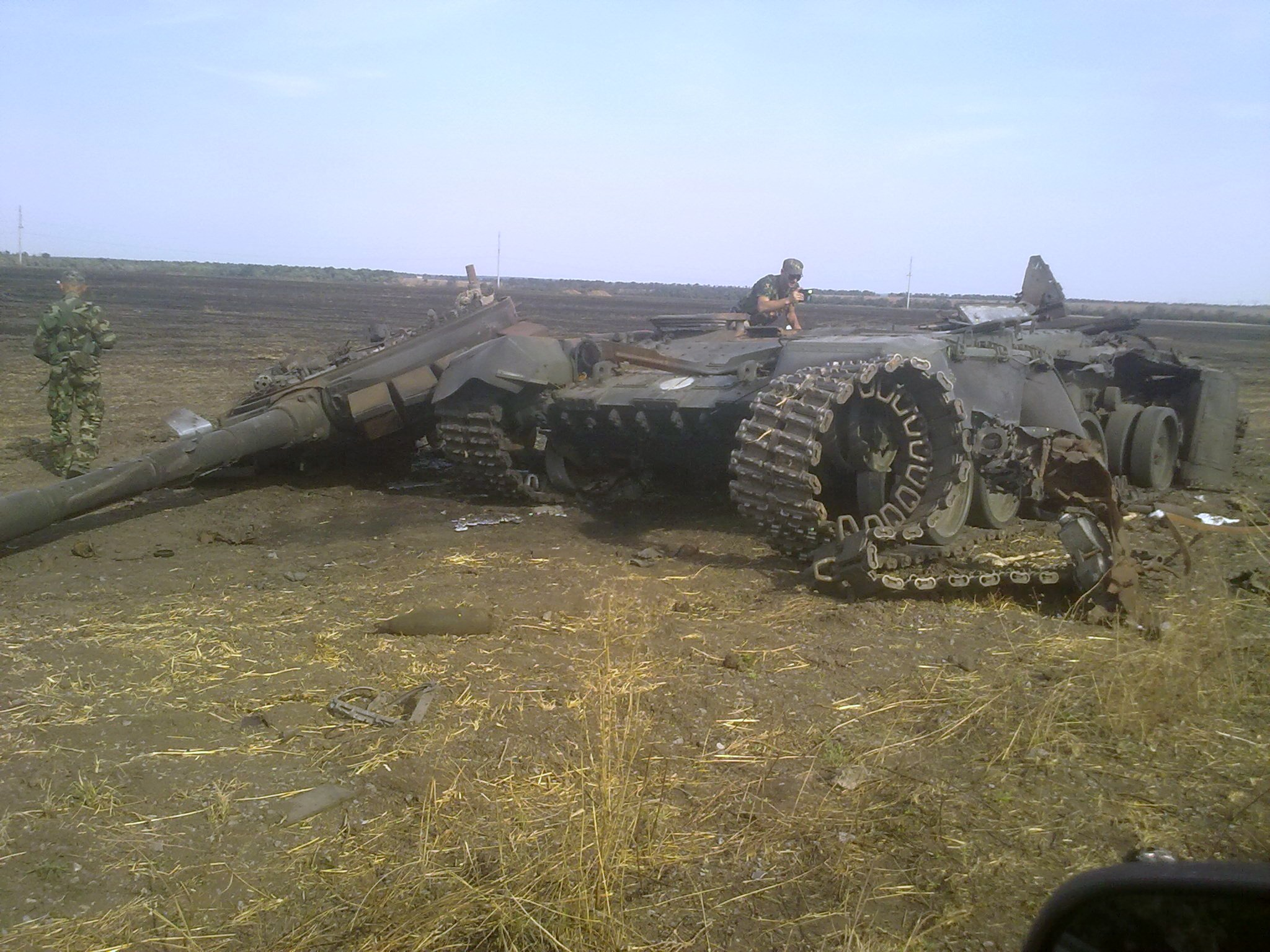
Танк Т-72Б3 6-ї ОТБр знищений 25 серпня 2014р. біля с. Новодворське Донецької обл. (Україна)

У серпні 2014 року підрозділи 6 ОТБр брали участь у боях під Іловайськом.
26 серпня 2014 року, о 12:00, до позицій українських підрозділів 91-го інженерного полку і саперів 51-ї механізованої бригади під Агрономічним наблизилась колона російських військ, що мала у складі танк Т-72Б3 6-ї танкової бригади і 6 одиниць БМД. Єдина одиниця техніки у українського підрозділу — БМП-2 зі складу 51 ОМБр викотилась з укриття і з 400 м обстріляла танк у голові колони. На танку з'явився вогонь, екіпаж евакуювався, піхота противника розосередилась у лісосмузі і відступила разом з бойовими машинами. Огляд виявив, що захоплений танк Т-72Б3 належав 3-й танковій роті 1-го танкового батальйону бригади, з карткою стрільб рядового Олексія Березіна (рос. Березин Алексей Алексеевич). Бортовий номер танку — 632. Танк був захоплений у хорошому стані — було лише пошкоджено вертикальний стабілізатор гармати і нічне наведення. Пізніше цей танк під командуванням полковника Збройних сил України Євгена Сидоренка брав участь у бою при розгромі колони зведеного підрозділу 8-ї мотострілецької і 31-ї десантно-штурмової бригад.
Орієнтовно у ніч на 29 серпня, 6-та танкова бригада втратила знищеним ще один танк Т-72Б3 в районі селища Новодвірського.
29 серпня, під час спроби виходу південної колони українських військ з оточення під Іловайськом, підрозділи 6-ї бригади під Червоносільським відкрили вогонь по колоні на ураження. Відрізаний вогнем хвіст української колони замість того щоб намагатися прорватися через Червоносільське далі, здійснив несподіваний поворот в сторону російських позицій. Росіяни встигли знищити вогнем кілька вантажівок і 2 українські БМП-2, але бійці «Донбасу» змогли придушити спротив і закріпитися в населеному пункті. В результаті атаки було захоплено щонайменше 2 танки Т-72Б3 6-ї танкової бригади — один був спалений майже одразу, інший був сильно пошкоджений. Підбив танки боєць батальйону «Донбас» Євген Тельнов, позивний «Усач». Окрім техніки, було взято в полон 2-х військовослужбовців 6-ї танкової бригади: Івана Баданіна (рос. Баданин Иван Александрович) та Євгена Чернова (рос. Чернов Евгений Юрьевич), у полон потрапили і десантники 31 ОДШБр. Також були виявлені документи танкістів бригади — військовий квиток Олексія Шмельова (рос. Шмелев Алексей Александрович), з підписами командира 3-ї танкової роти Плєшкова і паспорт Андрія Федорченко (рос. Федорченко Андрей Сергеевич).
У листопаді 2014 року була введена до складу 1-ї танкової армії.

#### Дебальцеве
У лютому 2015 року у м. Луганську було зафіксовано на марші колону танків Т-72Б3 і МТЛБ 6-ї бригади.
Колону танків Т-72Б3 бригади було знято безпосередньо у зоні бойових дій під Дебальцевим Було підтверджено місцеположення колони танків Т-72Б3 — село Санжарівка. Відомо щонайменше про один знищений танк Т-72Б3 бригади у боях, в районі селища 8 Березня (район Дебальцевого) Військовослужбовець 6 ОТБр Євген Усов (рос. Евгений Усов) дістав поранення і отримав візит Сергія Шойгу у лікарні.

### Переформування і вторгнення в Україну 2022 року
У січні 2022 року Майкл Кофман повідомив, що бригада була переформована, на її основі була створена 47-ма танкова дивізія. Завершила формування у лютому 2022 року, під вторгнення в Україну. Пункт її дислокації — селище Муліне у Володарському районі Нижньогородської області. З російських джерел можна зробити висновок, що вона була переформована із збереженням нагород та регалій.
6 березня 2022 року ГУР МО України оприлюднило повний список особового складу бригади, що брав участь у вторгненні в Україну.
17 березня 2022 року підрозділи дивізії зазнали удару від українських сил в районі Кам'янки Харківської області. Під удар потрапили 437-й полк та батальйонно-тактична група 26-го танкового полку. На відео зафіксовані втрати чисельністю в 1 танк Т-72Б3, 2 МТ-ЛБ, 5 БМП-3 та 1 БМП-2.
28 березня 2022 року українське командування повідомило, що за попередні 5 днів з України до Нижньогородської області РФ вивезли майже 600 трупів солдатів із 47-ї дивізії.
У лютому 2023 року 26-й танковий полк дивізії діяв на ділянці фронту Сватове–Куп'янськ.
20 січня 2024 року 153-й танковий полк дивізії захопив село Крохмальне Куп'янського району Харківської області.

## Структура

### 2022
- Управління
- 26-й танковий полк[39]
- 437-й мотострілецький полк[39]

### 2023
- Управління
- 26-й танковий полк
- 153-й танковий полк
- 245-й мотострілецький полк[43]
- 272-й мотострілецький полк[44]
- 744-й самохідний артилерійський полк
- 63-й окремий зенітний ракетний дивізіон
- 375-й окремий протитанковий артилерійський дивізіон[45]
- 1077-й окремий батальйон матеріального забезпечення

## Озброєння
- Т-72Б3

## Втрати

### Війна на сході України
З відкритих джерел відомо про загибель шістьох військовослужбовців 6 ОТБр на Донбасі. Серед них майор Павло Якімкін був нагороджений посмертно відзнакою Героя Росії за участь у бойових діях на території України.